# Harry Potter en de Orde van de Feniks (computerspel)
Harry Potter en de Orde van de Feniks is een computerspel gebaseerd op de vijfde film van Harry Potter.

## Inleiding
Naar aanleiding van het uitbrengen van de nieuwe film van Harry Potter en de Orde van de Fenix, heeft EA Games voor de vijfde maal op rij een Harry Potter-spel ontworpen. De veranderingen zijn opmerkelijk groot in vergelijking met de vorige vier spellen. De speler kan overal in Zweinstein lopen. Ook kan niet enkel met Harry, maar ook met z'n peetoom Sirius en het oppermachtig schoolhoofd van Zweinstein Albus Perkamentus gespeeld worden.
Wie bovendien het spel in het Engels speelt zal horen dat de stemmen van 21 personages ingesproken zijn door de acteurs uit de films. Hiertoe behoren o.a. Ron Wemel, Heer Voldemort, Nymphadora Tops en Dirk Duffeling.

## Het verhaal
Alles wordt uitgebreid verteld en men komt elementen van de film, van de Dementor-aanval te Klein-Zanikem tot de bijeenkomsten van de SVP-leden (Strijders Van Perkamentus) in de Kamer van Hoge Nood, opnieuw tegen. Van de geheime vergaderingen van de Orde tot het gevecht tegen de dooddoeners van Voldemort in het Departement van Mystificatie.

## Ontdekkingen
Ongeveer 60% van het gehele spel bestaat uit ontdekkingen. Zowat op elke plaats valt er wel iets te ontdekken. Voor elke ontdekking die de speler verricht worden ontdekkingspunten ontvangen. Hoe meer ontdekkingspunten, hoe sterker de spreuken zijn. Op de zesde verdieping van het Trappenhuis in het kasteel van Zweinstein bevindt zich de Beloningenkamer. Hier kan de speler zien wat hij allemaal al ontdekt heeft.
Door ontdekkingspunten te verzamelen kan hij beloningen vrijspelen.
Omdat Zweinstein groot is, kan de Sluipwegwijzer goed van pas komen om niet verdwaald te raken. De Sluipwegwijzer is te openen met de tab-toets op het toetsenbord, waarna de plaats waar de speler heen wil gekozen kan worden. Als de kaart gesloten worden, verschijnen er zwarte voetstapjes die de speler naar de bestemming brengen (een magische gps).